# Hexatoma spatulata
Hexatoma spatulata är en tvåvingeart som först beskrevs av Alexander 1925.  Hexatoma spatulata ingår i släktet Hexatoma och familjen småharkrankar. Inga underarter finns listade i Catalogue of Life.